# Ángel Torres (Fußballspieler, 1965)
Miguel Ángel Torres Pérez (* 1. Oktober 1965 in Chalco, Estado de México) ist ein ehemaliger mexikanischer Fußballspieler  auf der Position eines Verteidigers.

## Laufbahn
Torres spielte zwischen 1986 und 1995 für die mexikanischen Erstligisten Chivas Guadalajara, Puebla FC und Tampico-Madero FC.
In der Saison 1986/87 gehörte er zum Kader der Meistermannschaft von Chivas Guadalajara und in den frühen 1990er Jahren gewann er mit dem Puebla FC gleich mehrere Titel: in der Saison 1989/90 noch einmal den  Meistertitel sowie den Pokalwettbewerb und in der darauffolgenden Saison den CONCACAF Champions’ Cup.

## Erfolge
- Mexikanischer Meister: 1987 und 1990
- Mexikanischer Pokalsieger: 1990
- CONCACAF Champions’ Cup: 1991